# Polikrómia
A polikrómia (görögül sokszínűség) a művészetekben használt kifejezés, főleg az építészetben az épület színes díszítését jelöli.

## Története

### Az ókorban
Az ókori Egyiptomban, Babilóniában, Asszíriában és Föníciában befestették a templomok falait és oszlopait. Szokásos volt az épületet sokféle színnel díszíteni: maradvány azon korból, midőn az emberek még tarka kelmével borított sátrakban laktak. A szövőművészet színgazdagságát vitték át az épületre is.
A polikrómia mint művészeti stílus nagyon elterjedt volt az Óperzsa Birodalomban, és számos tarka reliefeket láthatunk még ma is a falakon Perszepoliszban és Szúzában is. A reliefek nem kövekből, hanem kerámiákból állnak, és a mezopotámiai stílust követik. A leggyakrabban oroszlánokat, bikákat, griffmadarakat és perzsa katonákat ábrázolnak.
Szúzában megmaradtak a kerámiákon a polikrómiák, viszont Perszepoliszban a kőre festett reliefek mára már eltűntek. A pigmentek kopásáért a környezeti hatások és a szerves pigmenttestek elhalása a felelős. Nyomokban találtak pigmenttesteket Perszepoliszban, így megállapították, hogy a különböző időkben eltérő színhasználat volt divatban.

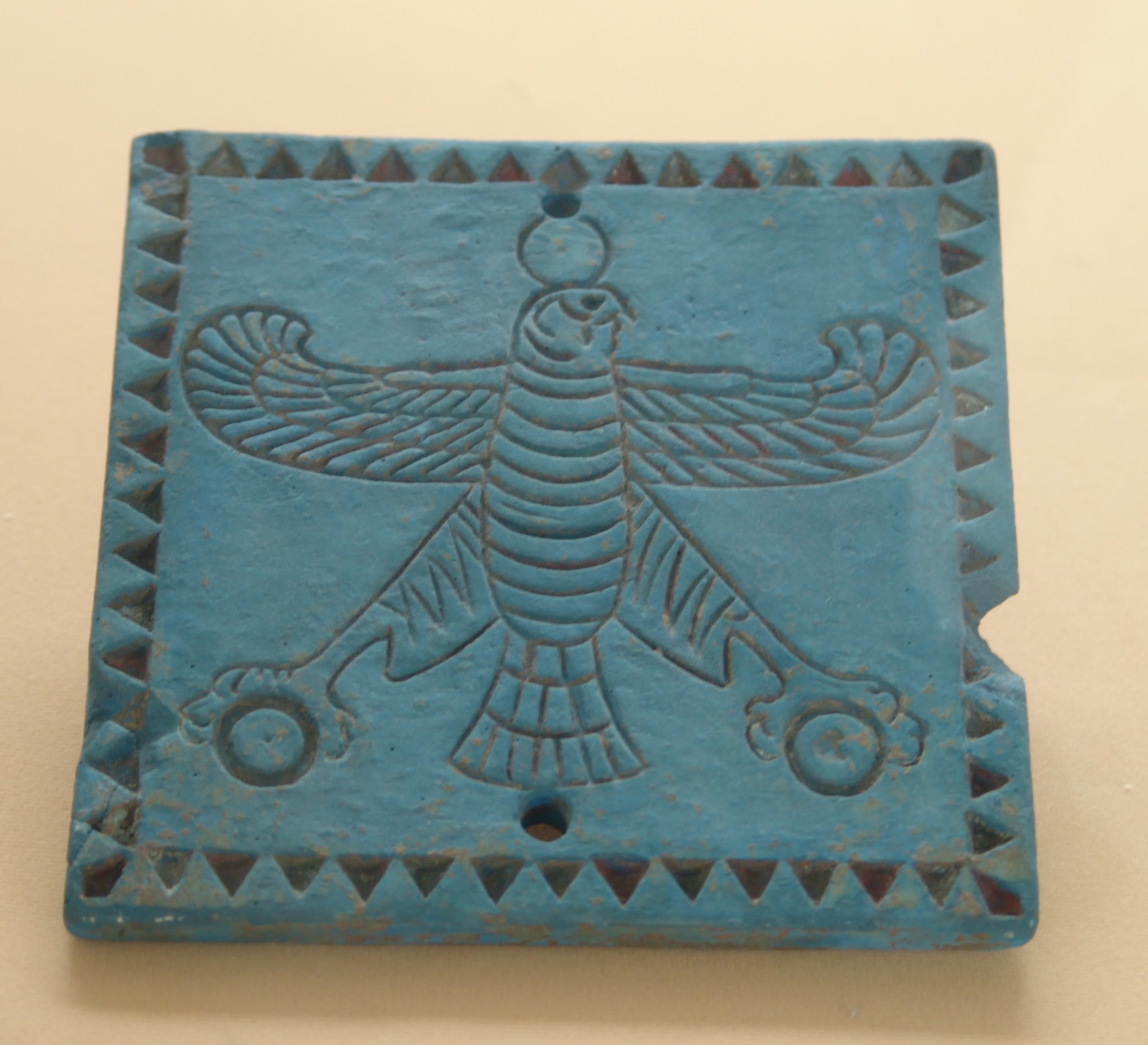
Brosúra
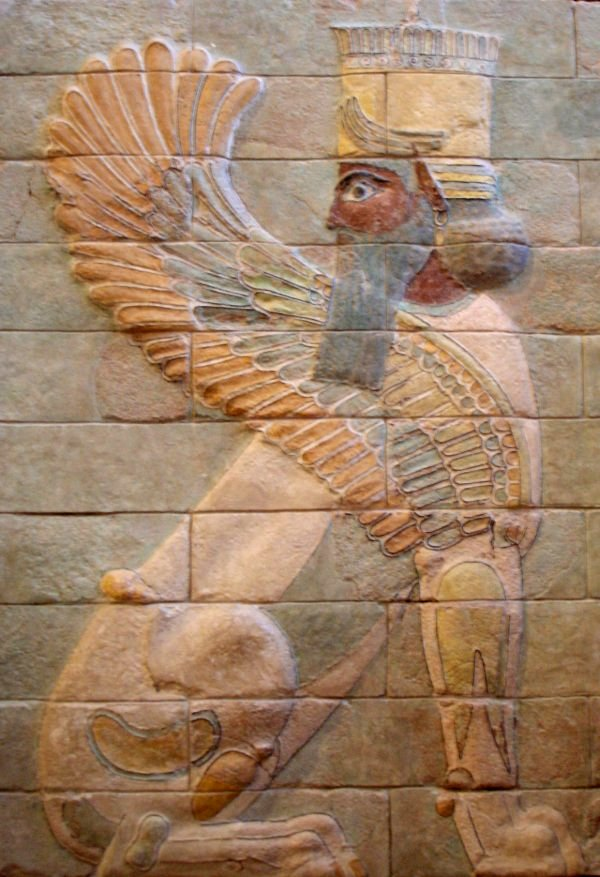
I. Dárajavaus-szfinx
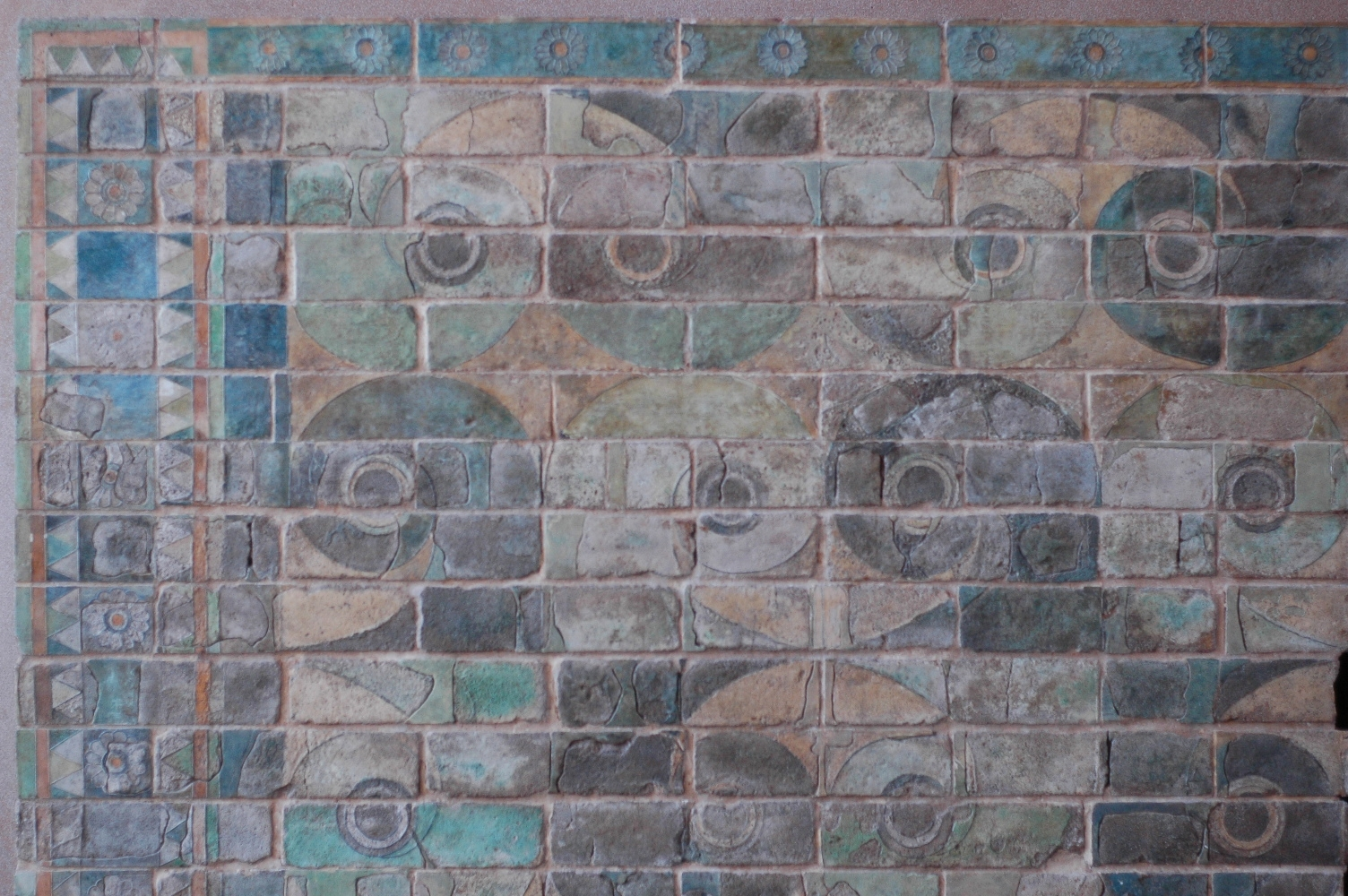
Dekoratív motívumok egy griffen
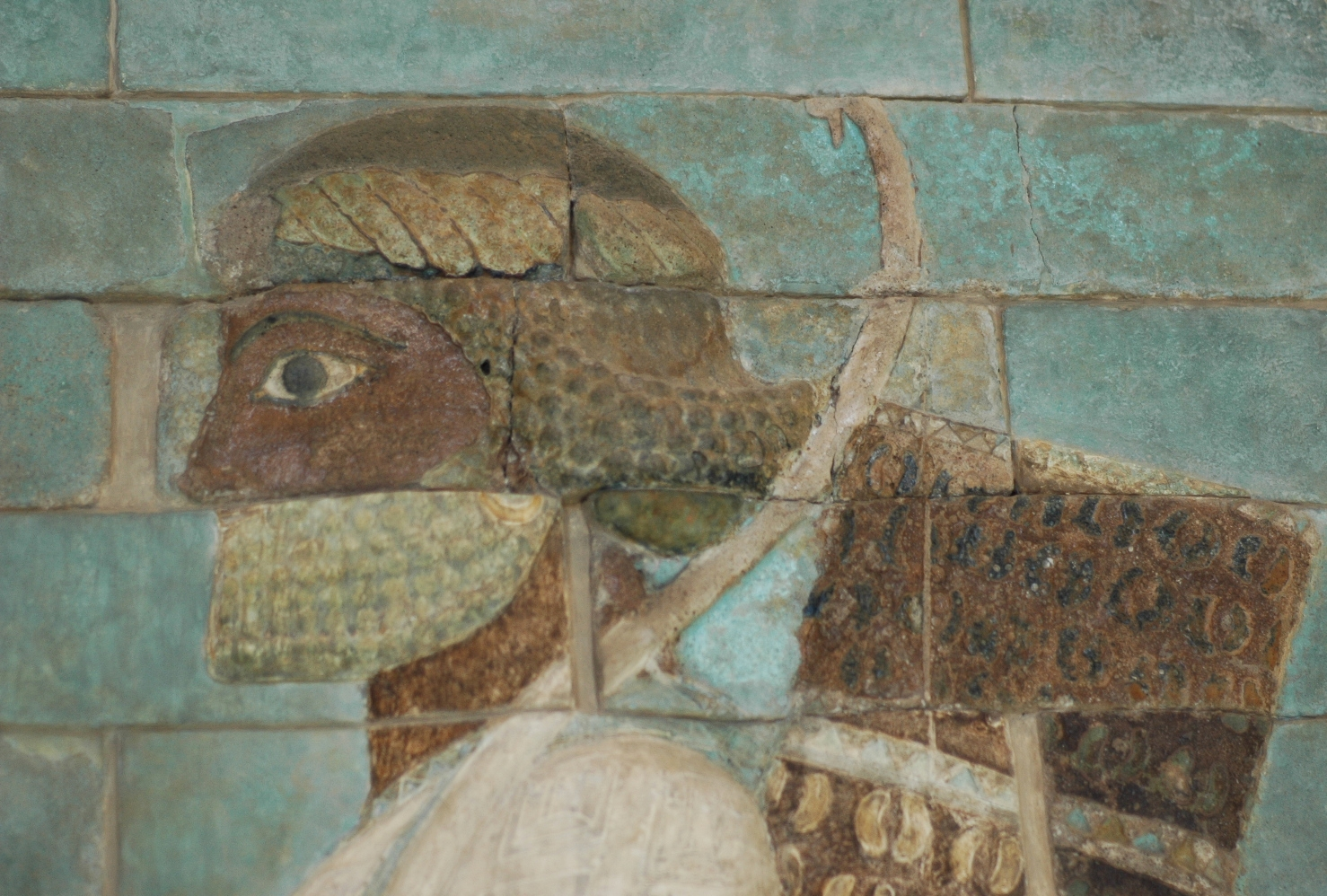
Perzsa katona

Valószínűleg keleti hatás alatt alkalmazták a görögök is a polikrómiát. Különösen a dór rendszerű templomok maradványain látszanak meg a festésnek nyomai. A triglifet rendesen kékre, a metopét pedig vörösre festették, a glison kék, vörös és zöld vagy aranyos volt. Az oromfal (tympanon), az oszlopfők, az oszloptörzsek s az ékítmények is színesek voltak. A középkorban az ó-keresztény bazilika belseje gazdag, sokszínű mozaikkal volt borítva. Hartwick Szent István székesfehérvári bazilikájának gazdag mozaikpompájáról csodálattal ír. A bizánci stílus és az új-perzsa építészet még pazarabbul bánt a színekkel. A román stílusú épületek egyes részeit, mint az oszlopokat, oszlopfőket, párkányokat és boltozati bordákat gazdagon befestették; a fő színek vörös és kék, gazdag aranyozással, a nagy falterületeken pedig a szentek történeteit szokták ábrázolni. A csúcsíves építészetben az architektúrai részletekben inkább a szobrászati kivitel állott előtérben és a falfestés sem fejlődhetett, miután nagyobb falterületek csúcsíves épületen nem voltak lehetségesek, gazdag polikrómiát csak az ablakok üvegfestményein találunk. Az egyébiránt még vita tárgya, hogy a csúcsíves templom architektúrai részletei, az oszlopok, pillérek és boltozat stb. mennyiben és hogyan voltak színes díszítéssel ellátva. Pl. Schulek Frigyes a budapesti Mátyás-templomot gazdagon festette be. A reneszánsz építészetben a polikrómiának kisebb szerep jutott; a barokk és a rokokó építészetben sem dívott a színgazdagság.
A szobrászatban a természet minél hűbb utánzása lebegett cél gyanánt a művész előtt, midőn nemcsak a formákat, hanem a színeket is visszaadta, vagyis a szobor egyes részeit befestette. Így vörösre festették az ajkat, sárgára a hajat, a szemnek fényét pedig drágakövekkel jelezték. Az egyiptomi, asszír és görög domborműveken találták a színezés nyomait, de önálló szobrok is voltak színezve, amint azt írott följegyzésekből és nyomokból következtethetjük. Az Akropolisz legújabb ásatásai alkalmából szobrászati művek kerültek napfényre, amelyeken a színek még élénken látszanak. A rómaiak is színezték szobraikat, néhány polikróm márványszobrocska és szarkofág tanúskodik mellette.
A középkorban a kőből, kivált pedig a fából faragott szobrokon tág tere volt a polikrómiának, sokkal messzibb mentek mint a görögök; sok tarkára festett és dúsan aranyozott oltár maradt reánk e korból. A reneszánsz szobrászata lemondott a színezésről, csak a kora reneszánszban találunk polikróm szobrokat; a rokokó szobrokat aranyozni szokták. Újabban ismét kezdik színezni a szobrokat, amióta bebizonyult, hogy a polikrómia az antik művészetben dívott. Az új országház kupolatermében is polikróm szobrok vannak.

## A szecesszió korában
A szecesszió egyes vonásai a magyaros formatörekvésekkel keveredtek, innen az aszimmetrikus épületkompozíció, a sajátos ornamentika, a polikrómia, a romantikus térhatás. Mindezek olyan erős elemek voltak, hogy az előretörő - neobarokk eklektika még az 1920-as években sem tudott egészen kiszorítani, holott ez idő tájt a szecessziót már elvetették, sikertelen divatnak, sőt, sokszor nevetséges kísérletnek minősítették. A kecskeméti városháza  1895-re készült el, ahol Lechner Ödön  építész tetőcserépként a Zsolnay-gyár pikkelyszerű polikróm kerámiadíszeit alkalmazta.